# Боболов, Тура Абдиевич
Тура Абдиевич Боболов (узб. Tura Abdiyevich Bobolov; род. в 1970) — узбекский экономист и государственный деятель, с 1 апреля 2019 года хоким Сурхандарьинской области. В 2020 году избран в Сенат Олий Мажлиса Республики Узбекистан IV созыва.

## Биография
Тура Боболов родился в 1970 году. В 1992 году окончил Ташкентский государственный экономический университет.
Начал трудовую деятельность кассиром областного управления государственной собственности. Затем работал начальником территориального управления Торгово-промышленной палаты, областного управления комплексного развития территорий. С 1994 по 2003 годы занимал различные должности в Сурхандарьинской областной администрации Государственного комитета Республики Узбекистан по управлению государственным имуществом и предпринимательством, с 2003 по 2004 год — председатель Палаты товаропроизводителей и предпринимателей Сурхандарьинской области, в 2004—2016 годах — начальник Сурхандарьинского областного управления Торгово-промышленной палаты Республики Узбекистан.
Боболов был первым заместителем хокима Сурхандарьинской области по экономическим и деловым вопросам с апреля 2017 года по апрель 2019 года. 1 мая 2019 года Тура Боболов был утвержден хокимом области.
26 декабря 2022 года освобожден от должности в связи и переходом на другую работу. Бывший хоким Сурхандарьинской области Тура Боболов стал первым заместителем председателя Торгово-промышленной палаты (ТПП) Узбекистана. В августе 2023 года назначен и.о. хокима Аккурганского района Ташкентской области.